# Болотний (річка)
Болотний — річка в Україні, у Брусилівському районі Житомирської області. Ліва притока Здвижу.

## Опис
Довжина річки 12 км. Висота витоку річки над рівнем моря — 188 м; висота гирла над рівнем моря — 177 м; падіння річки — 11 м; похил річки — 0,92 м/км. Формується з багатьох безіменних струмків. Площа басейну 48,8 км².

## Розташування
Річка бере свій початок на південному заході від села Привороття. Тече переважно на південний схід через село Пилипонка. На околиці села Покришів впадає у велику водойму річки Здвиж, правої притоки Тетерева.